# Venturia daschi
Venturia daschi là một loài tò vò trong họ Ichneumonidae.